# Кокшарский, Григорий Михайлович
Григорий Михайлович Кокшарский — советский врач-фтизиохирург, оперный певец. Отличник здравоохранения Якутской АССР (1945), заслуженный врач Якутской АССР (1947) и РСФСР (1952). Кандидат медицинских наук (1954).

## Биография
Григорий Михайлович Кокшарский родился 8 февраля (26 января) 1906 года в Западно-Кангаласском районе Якутской области (ныне — Хангаласский улус Республики Саха (Якутия)) в семье священника. После получения начального образования в церковно-приходской школе в 1920 году поступил в Якутский медицинский техникум, одновременно работал на лесопильном заводе и в мастерской потребкооперации.
В ноябре 1924 года, приостановив учёбу в техникуме, был зачислен бойцом комсомольского отряда частей особо назначения, а спустя год был назначен фельдшером 1-го добровольческого отряда Амгинской группы войск, в составе которой участвовал в ликвидации формирований генерала Пепеляева.
После демобилизации в 1925 году был командирован Наркомздравом Якутской АССР в медико-санитарный отряд комплексной экспедиции Академии наук СССР, в составе которого обследовал население Вилюйского округа, выполняя также функции переводчика и сотрудника микробиологической лаборатории.
В время работы экспедиции получил среднее образование, сдав экзамены экстерном, и в 1926 году выехал в Ленинград, где поступил в 1-й Ленинградский медицинский институт. Окончив в 1931 году институт, вернулся в Якутию и был назначен заведующим больницы села Черкёх. С 1934 по 1937 годы проходил обучение в ординатуре 2-го Ленинградского медицинского института; по приказу Наркомздрава РСФСР был направлен на стажировку в Якутию. Учёбу закончить не смог по причине назначения главным врачом Вилюйской районной больницы.
Весной 1941 года Кокшарский, работая в микробиологической лаборатории Института травматологии Академии медицинских наук СССР, начал работу над кандидатской диссертацией, однако, выполнив её бо́льшую часть, в августе направил в Наркомздрав Якутии телеграмму о своём вступлении в ряды добровольцев — участников Великой Отечественной войны. Несмотря на это Наркомздрав отозвал высококвалифицированного доктора в Якутию, в результате чего он продолжил свою работу Вилюйске. Через полгода у Григория Михайловича был диагностирован туберкулёз, с которым врача перевели в Якутск. Здесь он не только лечился, но и работал заведующим хирургическим отделением местной городской поликлиники.
После излечения в 1944 году Кокшарский был назначен заведующим хирургическим отделением туберкулёзного санатория «Красная Якутия», на базе которого в 1950 году был образован Якутский филиал ЦИТ АМН СССР, а сам Григорий Михайлович назначен заведующим отделением лёгочной хирургии. Став основателем первого отделения лёгочной хирургии в Якутии, Кокшарский активно привлекал районных хирургов к методам хирургического лечения туберкулёза.
Обладал красивым лирическим тенором и с успехом исполнял оперные партии, романсы, песни на русском и якутском языках. В 1942—1948 гг. служил в Якутском музыкальном театре  солиста оперы. Зрителям и коллегам запомнились в его исполнении партии Левко («Майская ночь»), Юрюнг Уолан («Ньюргун Боотур»).
За свою врачебную карьеру Григорий Михайлович произвел около 700 хирургических операций на лёгких, разработал метод экстраплеврального пневмолиза с переводом в ранний олеоторакс, успешное применение которого спасло жизнь мнножеству больных туберкулёзом.

## Семья
Супруга Григория Михайловича Мария Дуглас — дочь подданного Прусского государства Генриха-Иосифа фон Дугласа, приехавшего в Якутию таксидермистом в составе экспедиции исследователя Восточной Сибири Ивана Дементьевича Черского. Родилась 18 мая 1910 года в селе Покровск Орджоникидзевского района. В 1931 году окончила Якутский медицинский техникум, параллельно работая медсестрой в Якутской городской амбулатории. В 1940 году окончила 2-й Ленинградский медицинский институт, прошла курсы специализации по акушерству и гинекологии, после чего заведовала женской консультацией Якутска и работала акушером-гинекологом. Мария Ивановна Дуглас считается одной из основательниц оперативной гинекологии в Якутии.
Дочь Наталья — музыкантка-скрипачка; сын Михаил — ветеран геологии, почётный разведчик недр.